# Yavuz Sultan Selimbrug

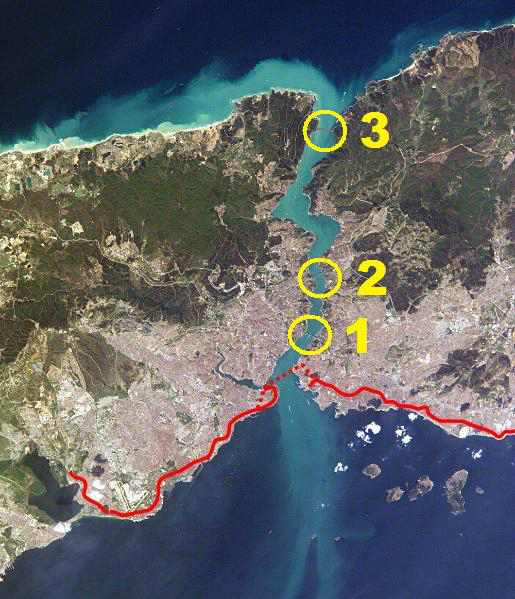
Positie van de derde brug ten opzichte van de twee andere bruggen over de Bosporus

De Yavuz Sultan Selimbrug (Turks: Yavuz Sultan Selim Köprüsü), ook bekend als de Derde Bosporusbrug is een brug in de Turkse stad Istanboel. De hangbrug gaat over de Bosporus en werd ontworpen door de Franse bruggenspecialist Michel Virlogeux en de Zwitser Jean-François Klein. De brug is in totaal 2.164 meter lang. De grootste overspanning is 1.408 meter. De pylonen zijn 321,9 m hoog, wat voor een hangbrug een hoogterecord is. Het brugoppervlak heeft een breedte van 58,4 m, waarover twee rijbanen met telkens vier rijstroken lopen en twee treinsporen.
De brug verbindt Garipçe in Sarıyer aan de Europese zijde met Poyrazköy in Beykoz aan de Anatolische zijde en is onderdeel van de O-6 autosnelweg. De Yavuz Sultan Selimbrug ligt ongeveer tien kilometer ten noorden van de tweede brug over de Bosporus, de Fatih Sultan Mehmetbrug, en vijftien kilometer ten noorden van de eerste Bosporusbrug.
De brugconstructie werd op 29 mei 2012 toegewezen voor 4,5 miljard Turkse lira aan een Turks-Italiaans consortium İçtaş-Astaldi. De eerstesteenlegging vond plaats op 29 mei 2013. De opening, vervroegd na het reduceren van de bouwtermijn van 36 naar 29 maanden op vraag van toenmalig premier Recep Tayyip Erdoğan, was voorzien eind oktober 2015. Erdoğan hoopte zelfs op een bouwtermijn van 24 maanden met een opening op 29 mei 2015, waarbij de symbolische datum van 29 mei samenvalt met de verjaardag van de Val van Constantinopel in 1453. Een opening op 29 oktober zou dan weer samenvallen met de Turkse dag van de republiek.
Uiteindelijk is de brug pas geopend op 26 augustus 2016, met een bouwtermijn van bijna 39 maanden.
President Abdullah Gül kondigde bij de eerstesteenlegging aan dat de brug de naam zou krijgen van Yavuz Sultan Selim I, de negende sultan van het Ottomaanse Rijk. Dit leidde tot protesten van de alevieten in Turkije, omdat Selim I historisch bekend staat veel alevieten vervolgd te hebben.

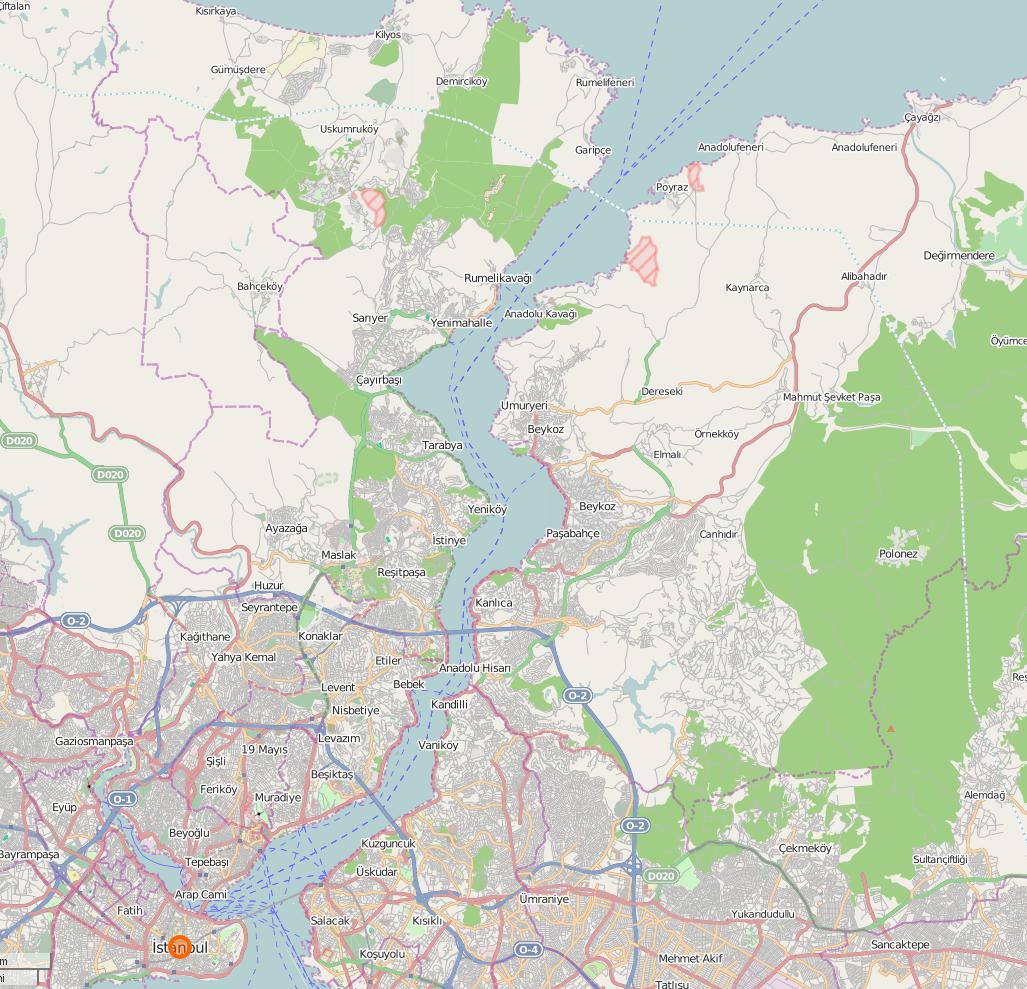
De witte stippellijnen geven de ligging van de Yavuz Sultan Selimbrug aan.
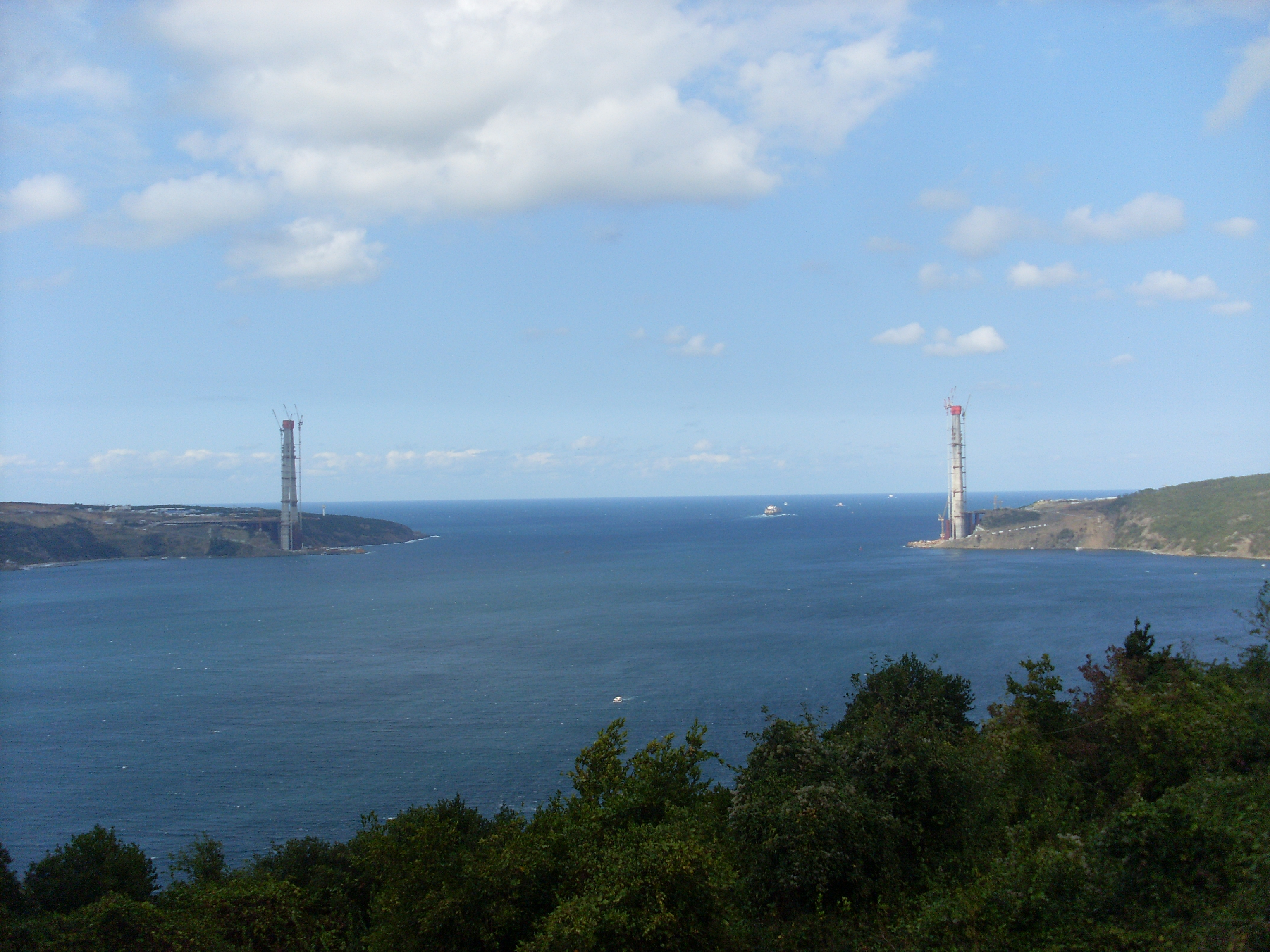
De pylonen van de brug in aanbouw in augustus 2014.
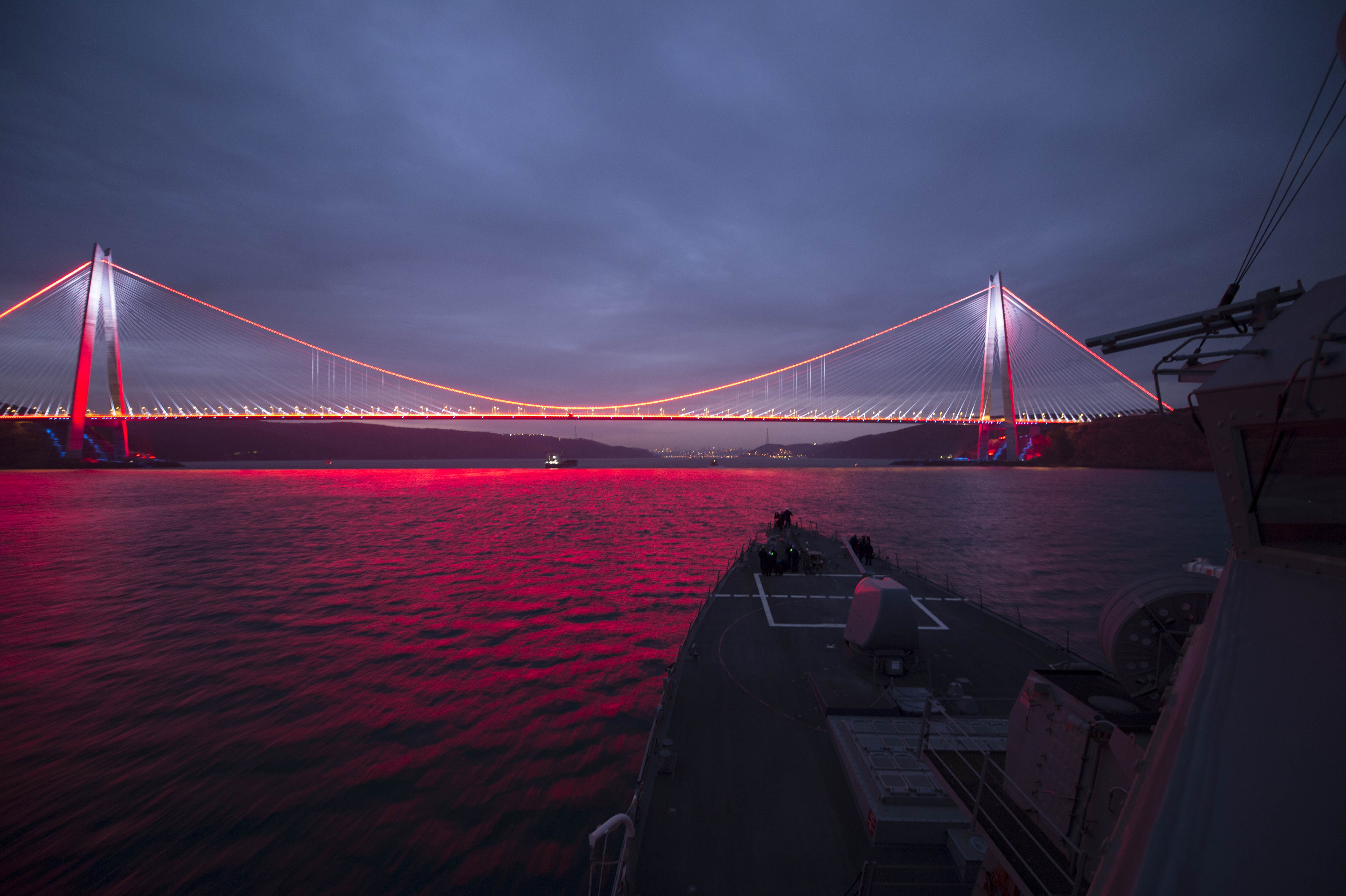
De brug met nachtelijke verlichting
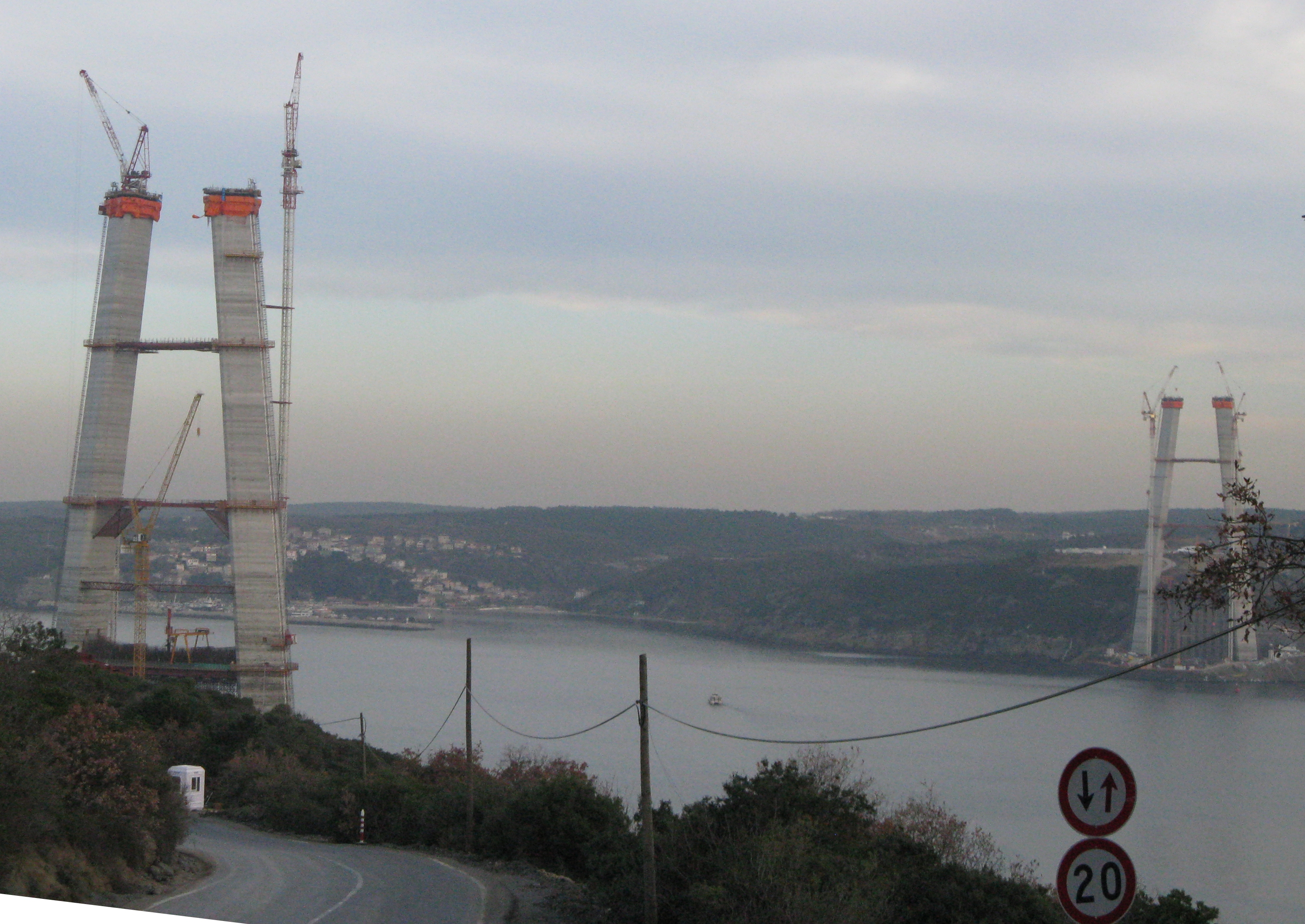
brug in aanbouw, februari 2014